# Astrild vlnkovaný
Astrild vlnkovaný (Estrilda astrild) je malý pěvec obývající jižní Afriku a ostrovy Mauricius a Svatá Helena. Lidmi byl ale zavlečen i do Ameriky, Oceánie a Středomoří. Živí se převážně semeny trav, někdy i bobulemi a malým hmyzem. Mezi chovateli okrasných ptáků se jedná o populární druh.

## Taxonomie

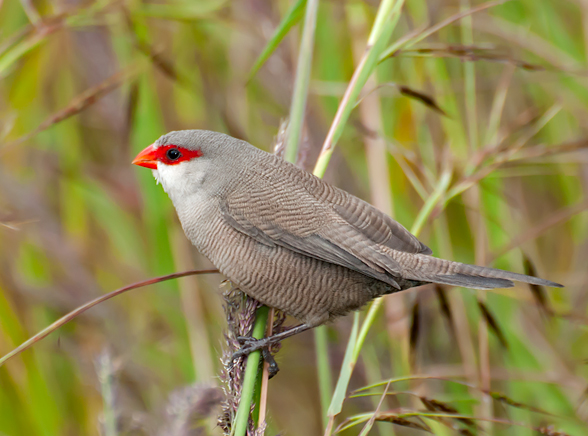
Jedinec volně žijící v Brazílii

Astrilda vlnkovaného poprvé popsal Carl Linné v roce 1758 ve svém desátém vydání Systema naturae. Pod binomickým jménem Loxia astrild jej zařadil mezi křivky, z rodu pěnkavovitých. Později byl zařazen do čeledi astrildovitých, rodu Estrilda. Býval zaměňován s astrildem černobrvým (Estrilda nigriloris), taxonomie je ale v současné době rozlišuje. Bývá uváděno patnáct poddruhů, některé zdroje ale uvádí až sedmnáct. Ty se liší především areálem výskytu.
- Estrilda astrild adesma
- Estrilda astrild angolensis
- Estrilda astrild astrild
- Estrilda astrild cavendishi
- Estrilda astrild damarensis
- Estrilda astrild jagoensis
- Estrilda astrild kempi
- Estrilda astrild macmillani
- Estrilda astrild massaica
- Estrilda astrild minor
- Estrilda astrild niediecki
- Estrilda astrild occidentalis
- Estrilda astrild peasei
- Estrilda astrild rubriventris
- Estrilda astrild schoutedeni
- Estrilda astrild sousae
- Estrilda astrild tenebridorsa

## Výskyt
Přirozený areál výskytu astrildů vlnkovaných tvoří jižní Afrika a ostrovy Mauricius a Svatá Helena. Díky lidem se ale dostali i do Ameriky, Oceánie a Středomoří. Obývá bažinaté kraje, břehy řek a potoků zarostlé vysokou trávou a keři. V zemědělsky obdělávaných oblastech se zdržuje i v blízkosti lidí.

## Vzhled
Astrild vlnkovaný je menší pták, dosahuje velikosti okolo 11,5 cm a rozpětí křídel 12–14 cm. Hmotnost dospělce je asi 9 g. Pohlavní dimorfismus je nepatrný. Charakteristickým znakem tohoto druhu je červená páska, táhnoucí se od zářivě červeného zobáku přes oči až po zátylek. Samotné oko je hnědé
Samci mají napříč pruhovaná záda šedohnědé barvy, zatím co zbytek těla je rudohnědý s výraznými tmavšími pruhy. Na křídlech mají růžovou. Břicho je šedohnědé. Samičky jsou zbarvené podobně, ale růžová plocha na křídlech je menší a méně výrazná. Všechna mláďata se podobají samicím v dospělosti, až časem naberou správné barvy a je možné určit jejich pohlaví.

## Hnízdění
Období hnízdění začíná postavením hnízda hruškovitého tvaru, které se staví buďto přímo na zemi nebo v trávě. Samička do něj snese 4-6 čistě bílých vajíček, na kterých střídavě sedí oba rodiče. Asi za dva týdny se vylíhnout slepá a holá mláďata, která asi tři týdny nato opustí hnízdo. Do té době jsou krmena převážně nejrůznějším drobným hmyzem. Často se stává, že ve volné přírodě naklade do hnízd astrildů vlnkovaných ještě jeden druh hnízdního parazita — vdovka černobílá. Její mláďata pak vyrůstají s těmi původními, dokud nevyletí z hnízda.

## Chov v zajetí
Astrild vlnkovaný se hodí pro voliérový chov, přičemž voliéra by měla být prostorná a umístěná uvnitř domu v teplé místnosti bez průvanu. Nemají problém vyjít s jinými menšími ptáky v jedné voliéře, ale v době hnízdění je dobré oddělit jednotlivé páry do samostatných voliér, protože různé druhy astrildů se mezi sebou mohou křížit a vzniká tak nežádoucí výsledek.
Jedná se o lehko ochočitelný a klidný druh, který ale vyžaduje hodně pohybu a většinu dne se pohybuje. Hodí se i pro začátečníky, nejen pro svoji povahu ale i díky tomu, že jsou to dobří rodiče, kteří se umí o svá mláďata postarat a nemají problém ani s vychováváním cizích.